# Villiers-sous-Grez
Villiers-sous-Grez és un municipi francès, situat al departament de Sena i Marne i a la regió de Illa de França. L'any 2007 tenia 763 habitants.
Forma part del cantó de Fontainebleau, del districte de Fontainebleau i de la Comunitat de comunes Pays de Nemours.

## Demografia

### Població
El 2007 la població de fet de Villiers-sous-Grez era de 763 persones. Hi havia 316 famílies, de les quals 80 eren unipersonals (44 homes vivint sols i 36 dones vivint soles), 108 parelles sense fills, 104 parelles amb fills i 24 famílies monoparentals amb fills.
La població ha evolucionat segons el següent gràfic:
Habitants censats

### Habitatges
El 2007 hi havia 410 habitatges, 318 eren l'habitatge principal de la família, 72 eren segones residències i 20 estaven desocupats. 403 eren cases i 3 eren apartaments. Dels 318 habitatges principals, 278 estaven ocupats pels seus propietaris, 27 estaven llogats i ocupats pels llogaters i 13 estaven cedits a títol gratuït; 3 tenien una cambra, 10 en tenien dues, 34 en tenien tres, 97 en tenien quatre i 174 en tenien cinc o més. 251 habitatges disposaven pel capbaix d'una plaça de pàrquing. A 127 habitatges hi havia un automòbil i a 172 n'hi havia dos o més.

### Piràmide de població
La piràmide de població per edats i sexe el 2009 era:
| Homes | Edats   | Dones |
| ----- | ------- | ----- |
| 0     | 95 o +  | 0     |
| 0     | 90 a 94 | 8     |
| 4     | 85 a 89 | 4     |
| 12    | 80 a 84 | 8     |
| 8     | 75 a 79 | 16    |
| 20    | 70 a 74 | 24    |
| 28    | 65 a 69 | 32    |
| 16    | 60 a 64 | 12    |
| 16    | 55 a 59 | 16    |
| 48    | 50 a 54 | 48    |
| 20    | 45 a 49 | 24    |
| 24    | 40 a 44 | 28    |
| 28    | 35 a 39 | 12    |
| 28    | 30 a 34 | 32    |
| 20    | 25 a 29 | 8     |
| 28    | 20 a 24 | 12    |
| 48    | 15 a 19 | 32    |
| 20    | 10 a 14 | 20    |
| 12    | 5 a 9   | 28    |
| 12    | 0 a 4   | 28    |

## Economia
El 2007 la població en edat de treballar era de 465 persones, 339 eren actives i 126 eren inactives. De les 339 persones actives 317 estaven ocupades (163 homes i 154 dones) i 22 estaven aturades (13 homes i 9 dones). De les 126 persones inactives 44 estaven jubilades, 43 estaven estudiant i 39 estaven classificades com a «altres inactius».

### Ingressos
El 2009 a Villiers-sous-Grez hi havia 322 unitats fiscals que integraven 782 persones, la mediana anual d'ingressos fiscals per persona era de 23.118 €.

### Activitats econòmiques
Dels 42 establiments que hi havia el 2007, 1 era d'una empresa alimentària, 1 d'una empresa de fabricació d'altres productes industrials, 7 d'empreses de construcció, 6 d'empreses de comerç i reparació d'automòbils, 2 d'empreses d'hostatgeria i restauració, 2 d'empreses d'informació i comunicació, 3 d'empreses financeres, 1 d'una empresa immobiliària, 12 d'empreses de serveis, 3 d'entitats de l'administració pública i 4 d'empreses classificades com a «altres activitats de serveis».
Dels 9 establiments de servei als particulars que hi havia el 2009, 1 era un taller de reparació d'automòbils i de material agrícola, 2 paletes, 1 fusteria, 1 lampisteria, 2 electricistes i 2 restaurants.
L'únic establiment comercial que hi havia el 2009 era una fleca.
L'any 2000 a Villiers-sous-Grez hi havia 4 explotacions agrícoles que ocupaven un total de 428 hectàrees.

## Equipaments sanitaris i escolars
El 2009 hi havia una escola maternal integrada dins d'un grup escolar amb les comunes properes formant una escola dispersa.

## Poblacions més properes
El següent diagrama mostra les poblacions més properes.